# Les Omergues
Les Omergues es una población y comuna francesa, situada en la región de Provenza-Alpes-Costa Azul, departamento de Alpes de Alta Provenza, en el distrito de Forcalquier y cantón de Noyers-sur-Jabron.

## Demografía
| 643 | 610 | 747 | 780 | 752 | 797 | 733 | 734 | 669 | 653 | 600 | 564 | 543 | 516 | 457 | 429 | 396 | 359 | 312 | 298 | 262 | 245 | 205 | 183 | 146 | 121 | 98 | 110 | 87 | 101 | 65 | 99 |
| Para los censos de 1962 a 1999 la población legal corresponde a la población sin duplicidades (Fuente: INSEE [Consultar]) |     |     |     |     |     |     |     |     |     |     |     |     |     |     |     |     |     |     |     |     |     |     |     |     |     |    |     |    |     |    |    |